# Eupteryx atropunctata
Eupteryx atropunctata är en insektsart som först beskrevs av Johann August Ephraim Goeze 1778.  Eupteryx atropunctata ingår i släktet Eupteryx och familjen dvärgstritar. Arten är reproducerande i Sverige. Inga underarter finns listade i Catalogue of Life.